# Kosovo KS15
KS15 var namnet på den 15:e svenska kontingenten i Kosovo; en fredsbevarande enhet som Sverige skickade till Kosovo. KS15 bestod av strax över 450 män och kvinnor. Den största delen av personalen var grupperad vid Camp Victoria, i Hajvalia utanför Pristina. Under denna period grupperade även ett svenskt helikopterförband med Hkp 9 på amerikanska Camp Bondsteel.

## Förbandsdelar
- Kontingentschef: Kommendörkapten Claes Lundin
- B-Coy (mekaniserat skyttekompani): Major Andreas Holmberg
- Trosskompani: Kapten Tomas Unbeck
- NSE: Chef Örlogskapten Göran Karlsson